# Acrocercops hormista
Acrocercops hormista är en fjärilsart som beskrevs av Edward Meyrick 1916. Acrocercops hormista ingår i släktet Acrocercops och familjen styltmalar.
Artens utbredningsområde är Madagaskar. Inga underarter finns listade i Catalogue of Life.